# Затонський Дмитро Володимирович
Дмитро́ Володи́мирович Зато́нський (2 липня 1922, Одеса — 5 червня 2009, Київ) — український літературознавець, літературний критик. Академік АН УРСР (обрано 18 травня 1990 року).

## Біографічні відомості
Син більшовицького партійного і державного діяча Володимира Затонського (1888—1938). Закінчив 1950 року Київський університет.

## Монографії
- «Франц Кафка и проблемы модернизма» (1965).
- «У пошуках сенсу буття» (1967).
- «Про модернізм і модерністів» (1972).
- «Искусство романа и ХХ век» (1973).
- «Шлях через ХХ століття (Статті про німецькомовні літератури)» (1978).
- «В наше время. Книга о зарубежных литературах ХХ века» (1979).
- «Европейский реализм XIX века. Линии и лики» (1984).
- «Австрийская литература в ХХ столетии» (1985).
- «Художественные ориентиры ХХ века» (1988).
- «Реализм — это сомнение?» (1992).
- «Модернизм и постмодернизм. Мысли об извечном коловращении изящных и неизящных искусств» (2001).

## Передмови
- Гюнтер Продель. Вбивці на борту. Київ: Видавництво політичної літератури України, 1970. 240 стор.
- Еріх Марія Ремарк. Твори в 2-х томах. Київ: «Дніпро», 1986. 573 стор. (Т. 1), 768 стор. (Т. 2)
- Ґюнтер Ґрасс. Бляшаний барабан. Київ: Юніверс, 2005. — 784 с.

### Твори Затонського
- Сила добра (1967) [Архівовано 17 березня 2021 у Wayback Machine.]
- Традиційна міфологія і сучасна міфотворчість (1967) [Архівовано 4 серпня 2020 у Wayback Machine.]

### Про нього
- Сергій Махун. Дмитро Затонський: «Розвиток має свою внутрішню мудрість» (інтерв'ю) // «День». — 2002. — 26 квітня.